# Marie-Charles-Henri de Girval
Marie-Charles-Henri de Girval, francoski general, * 1881, † 1961.